# L'amour, c'est pô propre
L'amour, c'est pô propre est le deuxième tome de la série de bande-dessinée Titeuf écrit et dessiné par Zep. Il est sorti en 1993.

## Liste des histoires
1. Perpet :
2. Le téléphone rose
3. C'est pô du jeu
4. Le cours d'éducation sexuelle
5. Elie
6. Jean-Claude
7. Dumbo
8. Le cours d'Histoire : La maîtresse donne un cours d'Histoire sur la Révolution française. Titeuf semble être en progrès et répond à toutes les questions jusqu'à ce que Jean-Claude prenne la parole.
9. Le préservatif
10. La cantine
11. La loi du silence
12. Clovis le dégueulasse
13. Happy Beurzday
14. Happy Beurzday 2
15. Happy Beurzday 3
16. Happy Beurzday 4
17. Mut Mut
18. C'est dingue
19. Slurp
20. Grosse Rigolade
21. Mère Nature
22. Le petit frère
23. Les bijoux de famille
24. Les petits riens
25. Momo toi-même
26. Tata Monique
27. Titeuf Aid
28. La fête des mères : Titeuf dessine un énorme dinosaure sur le mur de sa chambre pour la fête des mères, en espérant que ça va lui plaire.
29. Les Héros
30. Monsieur Chevalier
31. Colin-maillard
32. Le Nouveau : Titeuf apprend des gros mots à un nouvel élève, qui va bien sûr répéter à quelqu'un d'autre.
33. Le Cosmos
34. Bouh !
35. La leçon de poésie
36. La Jungle
37. Lucky Luke
38. De son temps
39. Au Suivant
40. Les cartoons c'est nul
41. Le Trottoir
42. Pôv'Dieux
43. L'inspection
44. Les photos de papa
45. Faut Agir[1]
46. Le petit prince : Le père de Titeuf va lui lire Le Petit Prince, Mais Titeuf invente la suite diabolique !

## Remarque
- À la fin du gag Les petits riens, Titeuf dit : "Il fait pas si mal pour finir, aujourd'hui". Il n'a pas utillisé son "pô".